# Golem

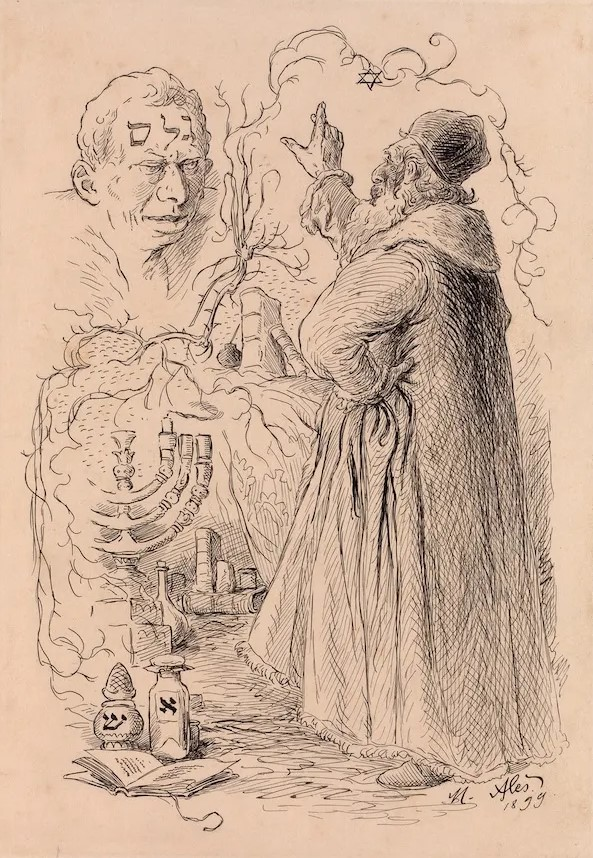
Il golem e il rabbino Jehuda Löw in un disegno di Mikoláš Aleš (1899)

Il golem (in ebraico גולם‎?, ḡwlm) è una figura antropomorfa immaginaria della mitologia ebraica, menzionata nella Cabala ebraica e appartenente anche al folclore medievale.

## Etimologia
Il termine deriva probabilmente dalla parola ebraica gōlem, che significa "materia grezza", o "embrione", presente nel Tanakh (Salmo 139,16) per indicare la «massa ancora priva di forma», che gli ebrei accomunano ad Adamo prima che allo stesso fosse infusa la nephesh, lo spirito vitale. In ebraico moderno golem significa anche robot.
Il Golem è un gigante d'argilla che non possiede intelligenza né altre facoltà intellettive, ma in compenso possiede una forza sovrumana.

## Storia e leggenda

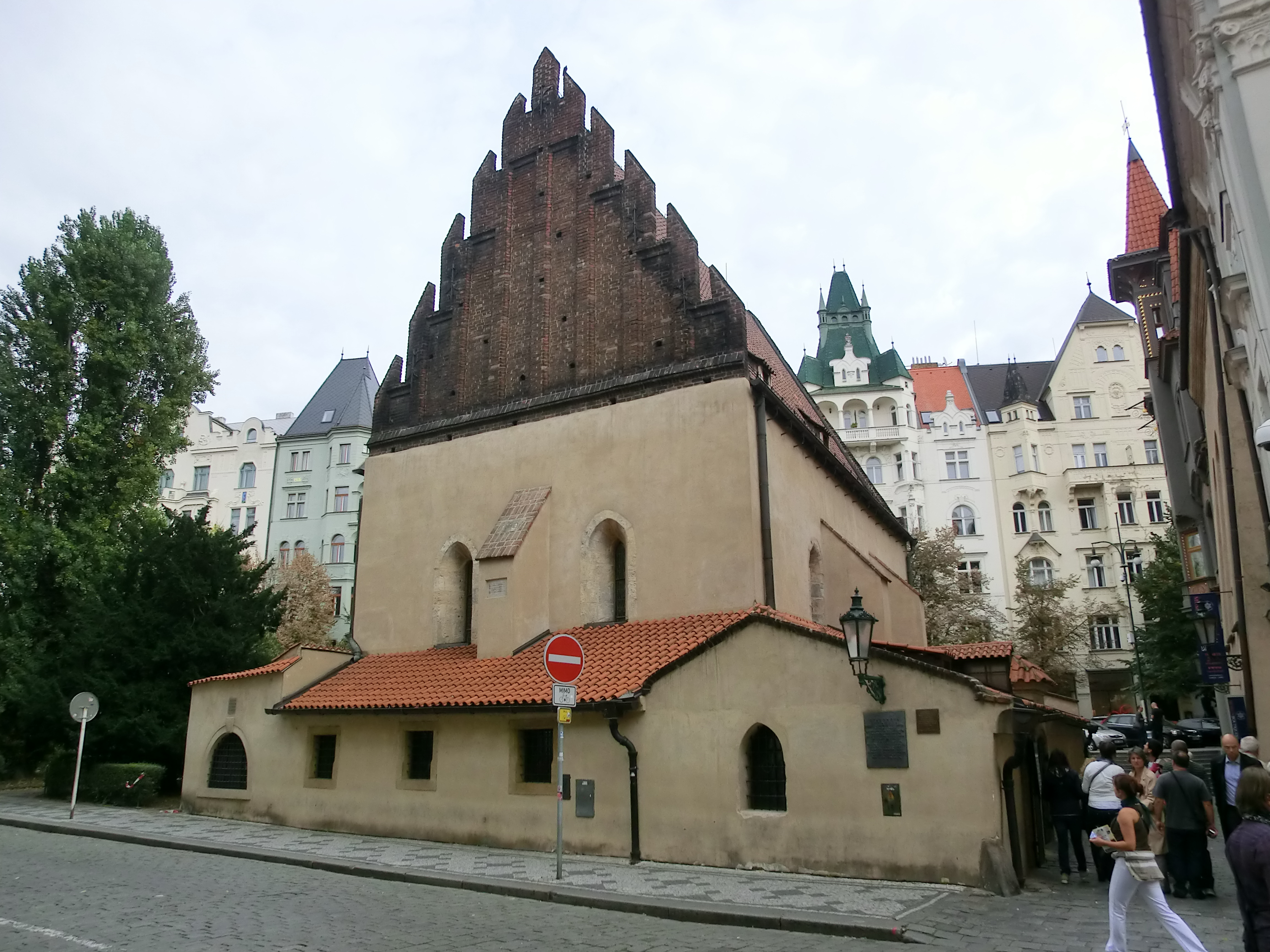
La sinagoga Staronova nel quartiere ebraico di Praga. Secondo la leggenda, nella sua soffitta il rabbino Jehuda Löw avrebbe nascosto il suo golem.

Secondo la leggenda, chi viene a conoscenza della cabala, e in particolare dei poteri legati ai nomi di Dio, può fabbricare un golem, un gigante di argilla forte e ubbidiente, che può essere usato come servo, impiegato per svolgere lavori pesanti e come difensore del popolo ebraico dai suoi persecutori. Può essere evocato pronunciando una combinazione di lettere alfabetiche.
Si dice che il Golem sia stato formato attraverso il testo Sefer Yetzirah: esso risale alla sapienza di Avraham e si distingue per l'esegesi sui segreti dell'alfabeto ebraico, delle sĕfirōt nel legame con l'anatomia del corpo umano, con i pianeti e con mesi, giorni e segni zodiacali: queste tre figure - l'uomo, il mondo e l'anno - rappresentano tre testimoni completi. Il maestro che voleva formare un golem, così si racconta, si serviva delle lettere ebraiche.
Il golem era dotato di una straordinaria forza e resistenza ed eseguiva alla lettera gli ordini del suo creatore di cui diventava una specie di schiavo, tuttavia era incapace di pensare, di parlare e di provare qualsiasi tipo di emozione perché era privo di un'anima e nessuna magia fatta dall'uomo sarebbe stata in grado di fornirgliela.
Nell'opera di Ahimaaz ben Paltiel, cronista medievale del XII secolo, si narra che nel IX secolo un rabbino, Ahron di Baghdad, scopre un golem a Benevento, un ragazzo a cui era stata donata la vita eterna per mezzo di una pergamena. Sempre alla fine del IX secolo, secondo la cronaca di Ahimaaz, nella città di Oria risiedevano dei sapienti ebrei capaci di creare golem, i quali smisero di praticare questa attività dopo una divina ammonizione.
Si narra che nel XVI secolo un sapiente europeo, il rabbino Jehuda Löw ben Bezalel di Praga, cominciò a creare golem per sfruttarli come suoi servi, plasmandoli nell'argilla e risvegliandoli scrivendo sulla loro fronte la parola "verità" (in ebraico אמת‎?, mṯ). C'era però un inconveniente: i golem così creati diventavano sempre più grandi, finché era impossibile servirsene. 
Il mago decideva di tanto in tanto di disfarsi dei golem più grandi, trasformando la parola sulla loro fronte in "morto" (in ebraico מת [met]); ma un giorno perse il controllo di un gigante, che cominciò a distruggere tutto ciò che incontrava. Il golem, non come deità ma come una sorta di angelo, la cui natura nella Qabbalah è segreta, però creato dal maestro in grado di unirne il potere spirituale alla Volontà di Dio, si racconta operasse anche per la difesa di alcune comunità ebraiche dell'Europa orientale. Ripreso il controllo della situazione, il mago decise di smettere di servirsi dei golem che nascose nella soffitta della Sinagoga Vecchia-Nuova, nel cuore del vecchio quartiere ebraico, dove, secondo la leggenda, si troverebbero ancora oggi.

## Influenza culturale
- A partire dal XIX secolo la società europea cominciò ad adottare la figura del golem in varie opere di fantasia.
- Lo scrittore ed esoterista Gustav Meyrink si ispirò a questa leggenda per il suo romanzo del 1915 Il Golem (Der Golem), come anche il regista Paul Wegener per la serie di film classici dell'espressionismo cinematografico tedesco a partire dal film muto Der Golem (1915). Questi film (soprattutto Il Golem - Come venne al mondo del 1920) ispirarono James Whale per il suo Frankenstein del 1931. Alla figura, inoltre, si ispira lo scrittore argentino Jorge Luis Borges nella poesia Il Golem, tratta dalla raccolta L'altro, lo stesso. Del Golem si parla anche ne L'occhio del Golem, secondo libro della Tetralogia di Bartimeus di Jonathan Stroud. Rappresentazione del golem

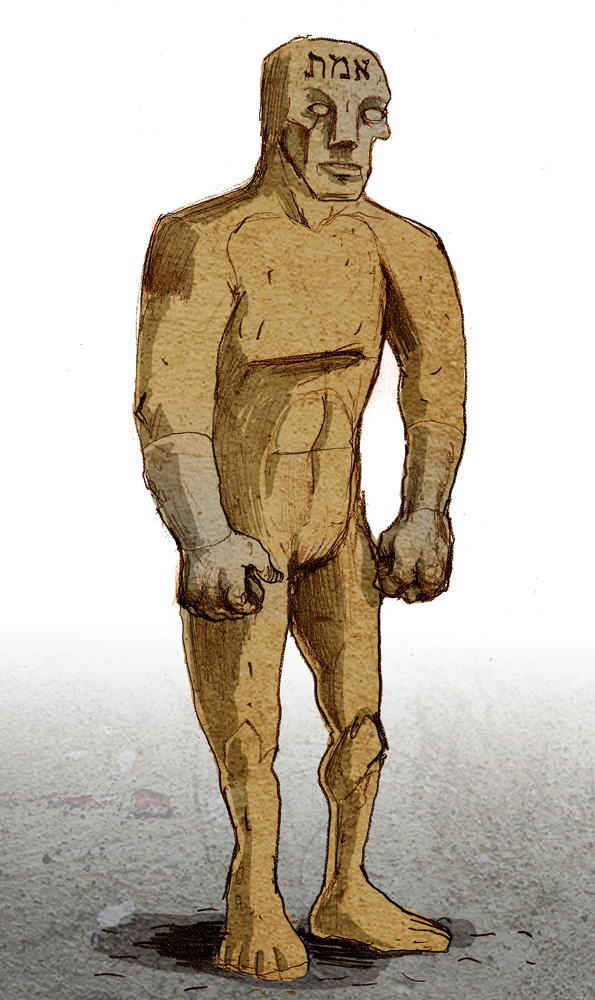
Rappresentazione del golem

A proposito del film di Wegener, Angelo Maria Ripellino in Praga magica riferisce che Meyrink descrive il momento in cui Löw nel Balladenfilm Dr Golem «evocò nella rocca di Rodolfo II "le larve dei morti", servendosi di una "Lanterna magica", (...). Saremmo tentati  anche noi di inserire Löw nel novero dei precursori del cinema, accanto al gesuita Athanasius Kircher, che per primo descrisse la lanterna magica, (...)», continua Ripellino.
Julien Duvivier nel 1936 realizza Le Golem, di gusto espressamente teatrale, imboccando «la via seguita da tutto il cinema francese» dell'epoca. Il film, «realizzato a Praga, voleva essere il seguito del vecchio film di Wegener e di Henrik Galeen; ma le possibilità cinematografiche, a parte l'apocalittica sequenza finale, erano sacrificate alla recitazione di Harry Baur, nella parte di un folle imperatore austriaco».
- Queste opere diedero un nuovo e drammatico volto al golem, divenuto una creazione di mistici ambiziosi che inevitabilmente vengono puniti per la loro blasfemia (molto similmente alla storia del mostro di Frankenstein di Mary Shelley e all'homunculus dell'alchimia); un esempio di un golem di questo tipo lo troviamo nel racconto Il servo di Primo Levi, contenuto nella raccolta Vizio di forma. Alcuni considerano il golem come un precursore del moderno androide.
- Nell'anno 2000 per il Festiva di Palermo sul Novecento diretto da Moni Ovadia, Francesco La Licata e Fabrizio Lupo presentano l'opera lirica prodotta dal Teatro Massimo di Palermo. L'opera tratta dall'omonimo racconto verrà rappresentata successivamente nel 2003 per il Festival REC di Reggio Emilia. Si tratta della trasposizione operistica della leggenda del Golem nella Palermo del secondo dopoguerra, un inventore e un costruttore di Pupi, si contendono la paternità dell'essere magico, generato secondo le regole alchemiche del Rabino Low, le vicende drammatiche tra incendi e crolli portano alla trasmutazione dell'inventore che si sdoppia tra un golem-umanoide e un secondo essere questa volta in forma angelica.
- Altro esempio di Golem è possibile trovarlo nelle opere videoludiche Clash of Clans, Clash Royale e Pokémon, con i personaggi come Golem, Regirock, Registeel, Regice, Regigigas, Golett, Golurk Regidrago e Regieleki. Nel diciassettesimo speciale di halloween de I Simpson (stagione 18, Ep. 4) un mini episodio è dedicato alle avventure del Golem di Praga
- Il golem è anche presente come creatura benevola nel videogioco Minecraft, come boss nel videogioco Terraria e come nemico base nel videogioco The Witcher 3.
- Nei fumetti, versioni del Golem si trovano nel numero 13 degli Invasori (Marvel Comics), in una storia di Gilgamesh di Robin Wood e Lucho Olivera pubblicata su Skorpio, e nel numero 12 di Dylan Dog.
- Il Golem è presente nel l'episodio 13 Stagione 8 di Supernatural.
- I Golem compaiono nell'episodio 33 della serie animata Ghostbusters.

## Narrativa
- Gustav Meyrink, Il Golem, Foligno, F. Campitelli, 1926  [1915].
- Bruce Chatwin, Utz, Milano, Adelphi, 1989  [1988], ISBN 88-459-0724-4.
- Isaac Bashevis Singer, Il Golem, Firenze, Salani, 1990, ISBN 88-7782-132-9.
- Marge Piercy, CyberGolem, Milano, Elèuthera, 1995, ISBN 88-85861-51-2.
- Elie Wiesel, Il Golem. Storia di una leggenda, Firenze, Giuntina, 1996, ISBN 88-85861-51-2.
- Terry Pratchett, Piedi d'argilla, Firenze, Salani, 1996, ISBN 88-8451-515-7.
- Oylem Goylem. Il mondo è scemo, Milano, A. Mondadori, 1998. ISBN 88-04-45248-X
- Ted Chiang, Settantadue lettere, 2000. Racconto, presente nella raccolta Storie della tua vita.
- Fabrizio Lupo, L'Angelo e il Golem, Palermo, Ila Palma, 2001, ISBN 8877044365
- Elvire, Lorris e Marie-Aude Murail, Golem, Milano, Mondadori, 2003, ISBN 978-88-04-51710-8.
- Jonathan Stroud, L'occhio del golem, Milano, Salani, 2005, ISBN 88-8451-302-2.
- Paola Capriolo, Una luce nerissima, Mondadori, Milano 2005
- Carmelo Zaffora, Golem siciliano, Nardò, Besa, 2006, ISBN 88-497-0352-X.
- Primo Levi, Il servo.
- Michael Chabon, Le fantastiche avventure di Kavalier e Clay.
- David Almond, Argilla.
- Marek Halter, Il cabalista di Praga, Newton Compton editori, 2012, ISBN 978-88-541-3597-0.
- Helene Wecker, Il genio e il golem, Neri Pozza, 2013, ISBN 978-88-545-0585-8.
- Eliette Abécassis, L'ombra del golem, Gallucci, 2017, ISBN 978-88-934-8084-0

## Filmografia

### Cinema
- Film di Paul Wegener:
  - Il Golem (1914 - 1915), perduto. Anche presentato come Der Golem und wie er auf die Welt kam.
  - Der Golem und die Tänzerin (lett. "Il golem e la ballerina") (1917), parodia del primo film, perduto anch'esso.
  - Il Golem - Come venne al mondo (Der Golem, wie er in die Welt kam, 1920) prequel del primo film, co-regia Carl Boese. Anche presentato come Der Golem wie in die Welt kam; Il golem; Bug uomo d'argilla e Bug, l'uomo d'argilla.
- Le Golem, regia di Julien Duvivier (1936); inedito in Italia.
- L'imperatore della città d'oro (Císařův pekař - Pekařův císař), regia di Martin Frič (1951).
- Golem - Lo spirito dell'esilio (L'esprit de l'exil), regia di Amos Gitai (1991-1992).
- Golem, regia di Louis Nero (2000).
- The Limehouse Golem - Mistero sul Tamigi, regia di Juan Carlos Medina (2016).
- The Golem, diretto da Doron Paz e Yoav Paz (2018).

### Serie televisive
- Supernatural (il tredicesimo episodio, "Everybody Hates Hitler", Tutti odiano Hitler, dell'ottava stagione [puntata 162 di tutto il telefilm] è dedicato a questa figura).
- X-Files ("Kaddish"), Fango, quindicesimo episodio, quarta stagione [puntata 88 di tutto il telefilm].
- Grimm "Dyin' on a Prayer", Morire per una preghiera, (quarto episodio, quarta stagione [puntata 70 di tutto il telefilm]) l'episodio è dedicato ad un golem che, dopo essere stato evocato da un rabbino, uccide tutti gli esseri che feriscono il nipote dell'ebreo.
- Sherlock, nel terzo episodio della prima stagione compare un serial killer soprannominato proprio "Golem" per la sua altezza e per la sua capacità di uccidere le vittime a mani nude; nel corso della puntata viene infatti fatto riferimento alla creatura mitologica da cui l'assassino prende il nome.

## Teatro

### Prosa
- Golem (1969) testo e regia di Alessandro Fersen scene e costumi di Emanuele Luzzati
- Golem (1990) di e con Moni Ovadia

### Opere liriche
- L'angelo e il Golem (2000) di Francesco La Licata (musica, progetto musicale e direzione d'orchestra) e Fabrizio Lupo (soggetto libretto, messa in scena e regia)

## Bibliografia

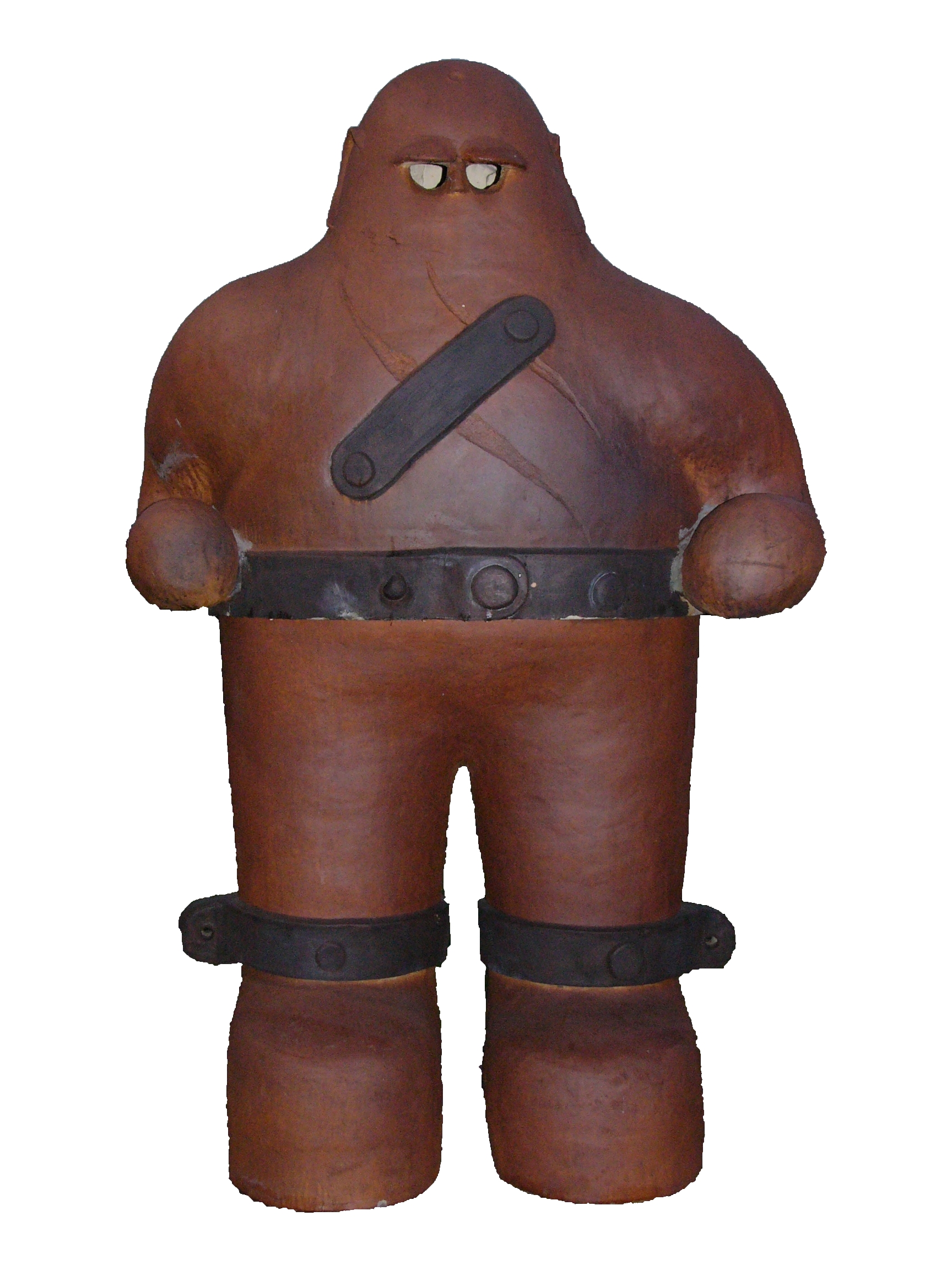
Statuina del golem d'argilla, comunemente venduta ai turisti di Praga